# Фулон, Дам
Дам Фулон (нидерл. Daam Foulon; 23 марта 1999, Мехелен, Бельгия) — бельгийский футболист, полузащитник клуба «Антверпен».

## Клубная карьера
Фулон — воспитанник клуба «Андерлехт». В 2018 году Дам подписал контракт с «Васланд-Беверен». 12 августа в матче против «Гента» он дебютировал в Жюпиле лиге.

## Международная карьера
В 2016 года в составе юношеской сборной Бельгии Фулон принял участие юношеского чемпионата Европы в Азербайджане. На турнире он сыграл в матчах против команд Шотландии, Азербайджана, Португалии и Германии.